# 八路镇
八路镇，是中华人民共和国江苏省徐州市邳州市下辖的一个乡镇级行政单位。

## 行政区划
八路镇下辖以下地区：
八路村、南赵村、李巷村、山北村、唐山村、香埠村、候营村、刘集村、招贤村、祠堂村、十店村、院墙村、高滩村和张圩村。

## 人物
宋振中，中華人民共和國最小的革命烈士（即小蘿蔔頭）。